# Социал-христианская республиканская партия
Социал-христианская республиканская партия (исп. Partido Republicano Social Cristiano) — правоцентристская политическая партия в Коста-Рике, основанная в 2014 году бывшим президентом Рафаэлем Анхелем Кальдероном Фурнье и группой его сторонников, вышедших из Партии социал-христианского единства.

## История
Социал-христианская республиканская партия была создана вскоре после того, как кальдеронисты покинули Партию социал-христианского единства из-за необычно жёстких столкновений между фракциями кальдеронистов и либералов внутри партии во время всеобщих выборов 2014 года. Обе фракции исторически были соперниками, но обычно работали вместе после праймериз, однако после праймериз 2013 года, на которых победил кандидат кальдеронистов доктор Родольфо Эрнандес, внутренние конфликты между Эрнандесом и Национальным комитетом, возглавляемым либералами, привели к отставке Эрнандеса.
Эрнандес и Кальдерон основали Социал-христианскую республиканскую партию через несколько месяцев после выборов, и первые выборы, в которых участвовала партия, были муниципальные выборы 2016 года, когда партия избрала одного мэра, одного интенданта и нескольких олдерменов и синдиков. Партийным кандидатом на всеобщих выборах 2018 года был Эрнандес, который оказался на 6-м месте с 4,95 % голосов.